# Agenda 22
Ne doit pas être confondu avec Agenda 21.
L'Agenda 22 (ou Agenda22)  met en œuvre les 22 principes définis par l'Assemblée générale des Nations unies en 1993, sur la base des travaux suédois, complétés en décembre 2006 par la Convention universelle sur les Droits des Personnes handicapées de l'ONU, visant à assurer l'égalité des chances des personnes en situation de handicap.
Il peut être défini comme un ensemble de règles de « bonne conduite » mises en œuvre par des États et des autorités locales dans les différents domaines de la vie courante : accessibilité, éducation, emploi, loisirs, sports, information, religion, soins de santé, réadaptation...

## Les 87 nations ayant ratifié l'Agenda 22
- Afrique du Sud (30-11-2007)
- Algérie (12-4-2009)
- Allemagne (24-2-2009)
- Arabie saoudite (24-6-2008)
- Argentine (2-9-2008)
- Australie (17-7-2008)
- Autriche (26-9-2008)
- Azerbaïdjan (28-1-2009)
- Bangladesh (30-11-2007)
- Belgique (2-7-2009)
- Bolivie (16-11-2009)
- Bosnie-Herzégovine (12-3-2010)
- Brésil (1-8-2008)
- Burkina Faso (23-7-2009)
- Chili (29-7-2008)
- Chine (1-8-2008)
- Costa Rica (1-10-2008)
- Croatie (15-8-2007)
- Cuba (6-9-2007)
- Danemark (24-7-2009)
- Égypte (14-4-2008)
- El Salvador (14-12-2007)
- Émirats arabes unis (19-3-2010)
- Équateur (3-4-2008)
- Espagne (3-12-2007)
- France (18-2-2010)
- Gabon (1-10-2007)
- Guatemala (7-4-2009)
- Guinée (8-2-2008)
- Haïti (23-7-2009)
- Honduras (14-4-2008)
- Hongrie (20-7-2007)
- Îles Cook (8-5-2009)
- Inde (1-10-2007)
- Iran (République islamique d') (23-10-2009)
- Italie (15-5-2009)
- Jamaïque (30-3-2007)
- Jordanie (31-3-2008)
- Kenya (19-5-2008)
- Lesotho (2-12-2008)
- Lettonie (1-3-2010)
- Malawi (27-8-2009)
- Maldives (5-4-2010)
- Mali (7-4-2008)
- Maroc (8-4-2009)
- Maurice (8-1-2010)
- Mexique (17-12-2007)
- Mongolie (13-5-2009)
- Monténégro (2-11-2009)
- Namibie (4-12-2007)
- Népal (7-5-2010)
- Nicaragua (7-12-2007)
- Niger (24-6-2008)
- Nouvelle-Zélande (25-9-2008)
- Oman (6-1-2009)
- Ouganda (25-9-2008)
- Panama (7-8-2007)
- Paraguay (3-9-2008)
- Pérou (30-1-2008)
- Philippines (15-4-2008)
- Portugal (23-9-2009)
- Qatar (13-5-2008)
- République arabe syrienne (10-7-2009)
- République de Corée (11-12-2008)
- République démocratique populaire lao (25-9-2009)
- République dominicaine (18-8-2009)
- République tchèque (28-9-2009)
- République-Unie de Tanzanie (10-11-2009)
- Royaume-Uni de Grande-Bretagne et d'Irlande du Nord (8-6-2009)
- Rwanda (15-12-2008)
- Saint-Marin (22-2-2008)
- Seychelles (2-10-2009)
- Slovaquie (26-5-2010)
- Slovénie (24-4-2008)
- Soudan (24-4-2009)
- Suède (15-12-2008)
- Thaïlande (29-7-2008)
- Tunisie (2-4-2008)
- Turkménistan (4-9-2008)
- Turquie (28-9-2009)
- Ukraine (4-2-2010)
- Uruguay (11-2-2009)
- Vanuatu (23-10-2008)
- Yémen (26-3-2009)
- Zambie (1-2-2010)

## Les 145 nations ayant signé l'Agenda 22
- Afrique du Sud (30-3-2007)
- Albanie (22-12-2009)
- Algérie (30-3-2007)
- Allemagne (30-3-2007)
- Andorra (27-4-2007)
- Antigua-et-Barbuda (30-3-2007)
- Arabie saoudite (24-6-2008)
- Argentine (30-3-2007)
- Arménie (30-3-2007)
- Australie (30-3-2007)
- Autriche (30-3-2007)
- Azerbaïdjan (9-1-2008)
- Bahreïn (25-6-2007)
- Bangladesh (9-5-2007)
- Barbade (19-7-2007)
- Belgique (30-3-2007)
- Bénin (8-2-2008)
- Bolivie (13-8-2007)
- Bosnie-Herzégovine (29-7-2009)
- Brésil (30-3-2007)
- Brunéi Darussalam (18-12-2007)
- Bulgarie (27-9-2007)
- Burkina Faso (23-5-2007)
- Burundi (26-4-2007)
- Cambodge (1-10-2007)
- Cameroun (1-10-2008)
- Canada (30-3-2007)
- Cap-Vert (30-3-2007)
- Chili (30-3-2007)
- Chine (30-3-2007)
- Chypre (30-3-2007)
- Colombie (30-3-2007)
- Comores (26-7-2007)
- Congo (République du) (30-3-2007)
- Costa Rica (30-3-2007)
- Côte d'Ivoire (7-6-2007)
- Croatie (30-3-2007)
- Cuba (26-4-2007)
- Danemark (30-3-2007)
- Dominique (30-3-2007)
- Égypte (4-4-2007)
- El Salvador (30-3-2007)
- Émirats arabes unis (8-2-2008)
- Équateur (30-3-2007)
- Espagne (30-3-2007)
- Estonie (25-9-2007)
- États-Unis d'Amérique (30-7-2009)
- Éthiopie (30-3-2007)
- Ex-République yougoslave de Macédoine (30-3-2007)
- Fédération de Russie (24-9-2008)
- Fidji (2-6-2010)
- Finlande (30-3-2007)
- France (30-3-2007)
- Gabon (30-3-2007)
- Géorgie (10-7-2009)
- Ghana (30-3-2007)
- Grèce (30-3-2007)
- Guatemala (30-3-2007)
- Guinée (16-5-2007)
- Guyana (11-4-2007)
- Haïti (23-7-2009)
- Honduras (30-3-2007)
- Hongrie (30-3-2007)
- Îles Cook (8-5-2009)
- Iles Salomon (23-9-2008)
- Inde (30-3-2007)
- Indonésie (30-3-2007)
- Iran (République islamique d') (23-10-2009)
- Irlande (30-3-2007)
- Islande (30-3-2007)
- Israël (30-3-2007)
- Italie (30-3-2007)
- Jamahiriya arabe libyenne (1-5-2008)
- Jamaïque (30-3-2007)
- Japon (28-9-2007)
- Jordanie (30-3-2007)
- Kazakhstan (11-12-2008)
- Kenya (30-3-2007)
- Lesotho (2-12-2008)
- Lettonie (18-7-2008)
- Liban (14-6-2007)
- Liberia (30-3-2007)
- Lituanie (30-3-2007)
- Luxembourg (30-3-2007)
- Madagascar (25-9-2007)
- Malaisie (8-4-2008)
- Malawi (27-9-2007)
- Maldives (2-10-2007)
- Mali (15-5-2007)
- Malte (30-3-2007)
- Maroc (30-3-2007)
- Maurice (25-9-2007)
- Mexique (30-3-2007)
- Monaco (23-9-2009)
- Mongolie (13-5-2009)
- Monténégro (27-9-2007)
- Mozambique (30-3-2007)
- Namibie (25-4-2007)
- Népal (3-1-2008)
- Nicaragua (30-3-2007)
- Niger (30-3-2007)
- Nigeria (30-3-2007)
- Norvège (30-3-2007)
- Nouvelle-Zélande (30-3-2007)
- Oman (17-3-2008)
- Ouganda (30-3-2007)
- Ouzbékistan (27-2-2009)
- Pakistan (25-9-2008)
- Panama (30-3-2007)
- Paraguay (30-3-2007)
- Pays-Bas (30-3-2007)
- Pérou (30-3-2007)
- Philippines (25-9-2007)
- Pologne (30-3-2007)
- Portugal (30-3-2007)
- Qatar (9-7-2007)
- République arabe syrienne (30-3-2007)
- République centrafricaine (9-5-2007)
- République de Corée (30-3-2007)
- République de Moldova (30-3-2007)
- République démocratique populaire lao (15-1-2008)
- République dominicaine (30-3-2007)
- République tchèque (30-3-2007)
- République-Unie de Tanzanie (30-3-2007)
- Roumanie (26-9-2007)
- Royaume-Uni de Grande-Bretagne et d'Irlande du Nord (30-3-2007)
- Rwanda (15-12-2008)
- Saint-Marin (30-3-2007)
- Sénégal (25-4-2007)
- Seychelles (30-3-2007)
- Sierra Leone (30-3-2007)
- Slovaquie (26-9-2007)
- Slovénie (30-3-2007)
- Soudan (30-3-2007)
- Sri Lanka (30-3-2007)
- Suède (30-3-2007)
- Suriname (30-3-2007)
- Swaziland (25-9-2007)
- Thaïlande (30-3-2007)
- Togo (23-9-2008)
- Tonga (15-11-2007)
- Trinité-et-Tobago (27-9-2007)
- Tunisie (30-3-2007)
- Turkménistan (4-9-2008)
- Turquie (30-3-2007)
- Ukraine (24-9-2008)
- Union européenne (30-3-2007)
- Uruguay (3-4-2007)
- Vanuatu (17-5-2007)
- Viet Nam (22-10-2007)
- Yémen (30-3-2007)
- Zambie (9-5-2008)

## Agenda 22 en France
Le premier Agenda 22 en France a été créé en Région Poitou-Charentes, le second en Région Languedoc-Roussillon.
Dans les villes de moins de 20 000 habitants, à Lys Lez Lannoy (Nord), 13 378 habitants voté le 11/12/2013, suivie de Cognac (Charente), 19 243 habitants.